# Шугар, Алан
Алан Майкл Шугар, барон Шугар (англ. Alan Michael Sugar, Baron Sugar; род. 24 марта 1947 года) — британский бизнесмен, общественный деятель и политик. Состояние Шугара оценивается в £770 млн (US$1,14 млрд), в 2011 году он занял 89 место в списке самых богатых людей мира по версии Sunday Times. Основал компанию Amstrad, в которой сохранял долю до 2007 года. С 1991 по 2001 год возглавлял футбольный клуб Тоттенхэм Хотспур.

## Ранние годы
Алан Майкл Шугар родился на востоке британской столицы, в лондонском боро Хакни в еврейской семье. Он был младшим из четырёх детей Фэй (1907—1994) и Натана Шугаров (1907—1987). Отец Алана работал портным в Восточном Лондоне.
В детстве Шугар вместе с родителями жил в съёмной квартире. За густые вьющиеся волосы его прозвали Мопси. Алан учился в младшей школе Нортвуда, затем в средней школе Брук-Хаус в Аппер-Клэптоне, районе Хакни. Чтобы заработать денег, продавал фрукты. Уйдя из школы в 16 лет, устроился статистиком в Министерство образования, но вскоре оставил госслужбу, чтобы начать продавать принадлежности для автомашин, развозя товары на купленном за 50 фунтов автофургоне.

## Amstrad
В 1968 году Алан Шугар основал компанию Amstrad. Название было составлено их начальных букв имени Шугара: Alan Michael Sugar Trading. Вначале компания занималась импортом и экспортом различных товаров, но затем специализировалась на продажах пользовательской электроники. К 1970 году она открыла собственное производство. Благодаря применению литья под давлением для изготовления пластиковых накладок на поворотные столы Hi-Fi-техники вместо вакуумной формовки, удалось достичь заметного снижения цены деталей и отсечь множество конкурентов. Вскоре потребовалось расширение производства, а в линейке продуктов появились аудио-усилители и тюнеры.
В 1980 году Amstrad выходит на Лондонскую фондовую биржу и в последующем ежегодно удваивает долю рынка и прибыль. К 1984 году, угадав будущее домашних компьютеров, Amstrad запускает производство восьмибитной машины Amstrad CPC 464. Но хотя линейка CPC была привлекательной, имея в распоряжении операционную систему CP/M и хороший BASIC-интерпретатор, ей пришлось конкурировать на рынке с более мощным в графическом Commodore 64 и популярной платформой Sinclair ZX Spectrum, а также со сложной архитектурой BBC Micro. Тем не менее, три миллиона компьютеров марки Amstrad разошлись по всему миру за восемь лет продаж. Благодаря ему появилась восточно-германская копия KC Compact, основанная на советском клоне процессора Z80. В 1985 году Шугар совершил очередной крупный прорыв, создав текстовый процессор Amstrad PCW 8256, который, несмотря на дешёвую элементную базу, продавался за 300 фунтов. В 1986 Amstrad купил права на линейку компьютеров Sinclair и выпустил две новые модели ZX Spectrum в оформлении, сходном с собственной моделью CPC. Компания также разработала PC1512, IBM PC-совместимый компьютер, получивший в Европе заметное распространение и ставший первым в линейке Amstrad PC.
Компания Amstrad достигла максимальной капитализации в £1,2 млрд, но с начала 1990-х для неё настали трудные времена. Запуск производства множества персональных компьютеров оказался омрачён поставками ненадёжных винчестеров компании Seagate, что привело к недовольству покупателей и ущербу репутации Amstrad’s на рынке персональных компьютеров. После этого провала компания так и не восстановилась. Как следствие, Amstrad выставил Seagate иск на 100 млн долларов.
В начале 1990-х компания перенесла фокус внимания с настольных компьютеров на портативные. Также в 1990 году Amstrad вышла на рынок игровых приставок с Amstrad GX4000, но проект оказался убыточен из-за отсутствия игр для платформы. Провалу способствовал и одновременное появление японских консолей Sega Mega Drive и Super Nintendo, предлагавших пользователям богатый выбор игр. В 1993 году Amstrad выпускает карманный персональный компьютер PenPad, а также покупает доли в компаниях Betacom и Viglen, чтобы увеличить своё присутствие на телекоммуникационном рынке. Вскоре появляется первое устройство, сочетающее в себе электронную почту и телефонию. Оно получило название e-m@iler, за ним в 2002 году последовал e-m@ilerplus. Продажи новинок были невелики.
31 июля 2007 года было объявлено, что вещательная компания BSkyB покупает Amstrad за £125 млн. На момент поглощения Шугар сообщал, что намерен сохранить своё влияние в компании, которой посвятил 40 лет, чтобы обеспечить будущее своим сотрудникам. Однако 2 июля 2008 года он оставил пост президента, чтобы сосредоточить усилия на других бизнес-проектах.

## Тоттенхэм Хотспур
1 июне 1991 года Алан Шугар совместно с Терри Венейблсом приобрёл футбольный клуб «Тоттенхэм Хотспур». Первоначальные инвестиции помогли клубу справиться с финансовыми трудностями, однако отношение Шугара к нему как к чисто деловому предприятию сделало нового владельца непопулярным среди футбольных фанатов. За девять лет, проведённых Шугаром в кресле президента, «Тоттенхэм» ни разу не попал в шестёрку лучших команд Английской Премьер-лиги и выиграл лишь один трофей — Кубок Футбольной лиги 1999 года.
В ночь перед финалом Кубка Англии по футболу 1993 года Шугар уволил Венейблса, на что тот подал иск в верховный суд, требуя восстановить в должности. Судебная битва за клуб продолжалась всё лето, и победу одержал Шугар (Re Tottenham Hotspur plc [1994] 1 BCLC 655). Увольнение Венейблса так разозлило многих фанатов «Тоттенхэм», что Шугар впоследствии отметил: «Такое чувство, как будто я убил Бэмби».
В 1992 году Шугар был единственным среди первой пятёрки клубов, включавшей «Арсенал», «Эвертон», «Ливерпуль», «Манчестер Юнайтед» и «Тоттенхэм», кто проголосовал в пользу BSkyB за получение прав на трансляцию матчей Премьер-лиги. Остальные клубы отдали предпочтение ITV, так как телекомпания обещала показывать матчи ведущей пятёрки клубов чаще. На момент голосования компания Шугара Amstrad разрабатывала BSkyB спутниковое оборудование.
В 1994 году Шугар профинансировал переход в «Тоттенхэм» трёх звёзд Чемпионата мира по футболу 1994 года: Илие Думитреску, Георге Попеску и, самое важное, Юрген Клинсмана, который в свой первый сезон был назван футболистом года. Но поскольку «Тоттенхэм» не квалифицировался в Кубок УЕФА, Клинсман воспользовался пунктом контракта, позволявшим разорвать отношения с клубом, и летом 1995 году перешёл в «Баварию». В ответ Шугар появился на телевидении с футболкой Клинсмана и заявил, что не стал бы даже мыть ей свой автомобиль. Иностранцев, приходящих в Премьер-лигу за большими гонорарами, он назвал «Carlos Kickaballs». Клинсман отреагировал, сказав, что Шугар — «человек без чести» и добавил: «Он всегда говорит только о деньгах и никогда об игре. Я бы сказал, под большим вопросом, с клубом и с футболом ли сердце Шугара. Большой вопрос, что он любит больше: бизнес или футбол?». В декабре 1997 года Клинсман снова играл за «Тоттенхэм» на правах аренды.
В октябре 1998 года бывший нападающий «Тоттенхэма» Тедди Шерингем выпустил автобиографию, в которой возложил на Шугара ответственность за свой уход из клуба в 1997 году. Шерингем написал, что Шугар обвинил его в симуляции травмы во время сезона 1993—1994 годов и отказался заключить пятилетний контракт, утверждая, что футболист не останется в «Тоттенхэме» после 36 лет. Проведя несколько сезонов в «Манчестер Юнайтед», Шерингем снова вернулся в «Тоттенхэм» и выступал в основном составе, пока не покинул клуб летом 2003 года в возрасте 37 лет. Шерингем назвал Шугара неамбициозным и лицемерным. В качестве примера он привел эпизод, как Шугар спрашивал его мнение об игроках: когда Шерингем посоветовал полузащитника английской сборной Пола Инса, Шугар отверг кандидатуру, не желая тратить £4 млн на игрока, которому скоро исполнится 30 лет. А после ухода Шерингема Шугар согласился включить в команду Леса Фердинанда, которому исполнился 31 год, за рекордные для клуба £6 миллионов, превышавшие зарплату Шерингема.
За время руководства клубом Шугар сменил семь менеджеров. Первым был Питер Шривз, затем команду возглавили Дуг Ливермор и Рэй Клеменс, затем бывший полузащитник «Тоттенхэма» Освальдо Ардилес, после которого пост получил молодой менеджер Джерри Фрэнсис. В 1997 году Шугар удивил футбольный мир, поставив во главе команды относительно неизвестного швейцарского специалиста Кристиана Гросса. Он продержался на посту 9 месяцев, опустив «Тоттенхэм» на 14 строчку сезона и набрав за три мачта нового сезона всего три очка. После этого Шугар назначил менеджером Джорджа Грэма, бывшего футболиста и тренера «Арсенала», одного из главных противников «Тоттенхэма». Несмотря на то, что Грэм привёл команду к завоеванию первого за восемь лет кубка, болельщики так и не приняли его из-за связей с «Арсеналом». Кроме того, им не нравился стиль игры от обороны, который проповедовал Грэм, считая, что это не стиль «Тоттенхэма».
В феврале 2001 года Шугар отказался от контрольного пакета акций «Тоттенхэма», продав 27 % своей доли медиа-группе ENIC за 22 млн фунтов. В июне 2007 года он расстался с оставшимися 22 % акций, также продав их ENIC за 25 млн фунтов. На этом закончилось его 16-летнее владение «Тоттенхэм Хотспур». Этот период Шугар описал как «потерянную жизнь».

## Благотворительность
Алан Шугар оказал финансовую поддержку организации Jewish Care и детской больнице на Грейт-Ормонд-Стрит. Также в 2001 году он внёс 200 000 фунтов в фонд Лейбористской партии (в 1997—2015 годах он был членом партии, но покинул её после выборов 2015 года).
3 миллиона фунтов, полученные от сделки по продаже «Тоттенхэма», были переданы на реставрацию театра «Хакни Эмпайр» в родном для Шугара Ист-Энде.

## Признание
В 2000 году Алан Шугар получил титул рыцаря за успехи в бизнесе. Он является почётным доктором наук Лондонского городского университета (1988) и Университета Брунеля (2005).
5 июня 2009 года премьер-министр Гордон Браун возвёл Алана Шугара в пожизненные пэры в связи с исполнением обязанностей в правительстве. Бизнесмен получил титул барона Шугара из Клэптона.